# Anjli Mohindra
Anjli Mohindra, född 20 februari 1990, är en engelsk skådespelerska från West Bridgford, Nottingham, mest känd för sin roll i The Sarah Jane Adventures.

## TV
| År       | Titel                                        | Roll                | Nätverk                              | Not                                                                        |
| -------- | -------------------------------------------- | ------------------- | ------------------------------------ | -------------------------------------------------------------------------- |
| 2006     | Doctors                                      | Gemma Fox           | BBC One                              | Säsong 7, avsnitt 125: "Goodbye Mrs Chips"                                 |
| 2006     | Coronation Street                            | Shareen             | ITV1                                 | Säsong 1, avsnitt 6225                                                     |
| 2008     | The Sarah Jane Adventures                    | Rani Chandra        | CBBC                                 | Medverkade i varje avsnitt i säsong 2, utom "The Last Sontaran"            |
| 2008     | Blue Peter                                   | som sig själv       | BBC One                              | Inspelad vid BBC Television Centre                                         |
| 2008     | TMi                                          | som sig själv       | BBC Two                              | Inspelad vid BBC Television Centre                                         |
| 2008     | The Inbetweeners                             | Charlottes vän      | E4                                   | Säsong 1, avsnitt 4: "Girlfriend"                                          |
| 2009     | The Sarah Jane Adventures                    | Rani Chandra        | BBC One                              | Comic Relief-special                                                       |
| 2009     | The Sarah Jane Adventures                    | Rani Chandra        | BBC One                              | Medverkade i varje avsnitt i säsong 3                                      |
| 2009     | Law & Order: UK                              | Sophie Martin       | ITV1                                 | Säsong 1, avsnitt 12: "Love and Loss"                                      |
| 2010     | Holby City                                   | Mindy Kapoor        | BBC One                              | Säsong 12, avsnitt 23: "The Butterfly Effect: Part Two"                    |
| 2010     | Sam & Mark's TMi Friday                      | som sig själv       | CBBC                                 | Inspelad vid BBC Television Centre                                         |
| 2010     | The Sarah Jane Adventures                    | Rani Chandra        | CBBC                                 | Medverkade i varje avsnitt i säsong 4                                      |
| 2010     | Sarah Jane's Alien Files                     | Rani Chandra        | CBBC                                 | Medverkade i avsnitt 2                                                     |
| 2011     | My Sarah Jane: A Tribute to Elisabeth Sladen | som sig själv       | CBBC                                 | Okrediterad                                                                |
| 2011     | Beaver Falls                                 | Saima               | E4                                   | Säsong 1, avsnitt 1 och 4                                                  |
| 2011     | The Sarah Jane Adventures                    | Rani Chandra        | CBBC                                 | Medverkade i varje avsnitt av säsong 5                                     |
| 2012     | Casualty                                     | Meera Hussein       | BBC One                              | Säsong 26, avsnitt 36: "Teenage Dreams"                                    |
| 2012     | The Black Scholes Conspiracy                 | Dee                 | —                                    | TV-film                                                                    |
| 2013     | Coming Up                                    | Roxy                | Channel 4                            | Säsong 11, avsnitt 4: "Doughnuts"                                          |
| 2014     | My Jihad                                     | Fahmida             | BBC Three                            | Kortfilm för TV                                                            |
| 2014     | The Missing                                  | Amara Suri          | BBC One och Starz                    | Medverkade i avsnitt 1, 7 och 8                                            |
| 2015     | Cucumber                                     | Veronica Chandra    | Channel 4                            |                                                                            |
| My Jihad | Fahmida                                      | BBC Three           | Drama shorts - Series Continual      |                                                                            |
| Cuffs    | Nasreen Iqbal                                | BBC One             | Episode 8                            |                                                                            |
| 2016     | Paranoid                                     | Megan Waters        | ITV (UK) and Netflix (International) | Appears in Episodes 1, 2, 3, 5, 6, 7 and 8                                 |
| 2017     | Revolting                                    | Zaynab              | BBC Two                              | Appears in Episode 1, during a parody called "The Real Housewives of Isis. |
| 2017     | The Boy with the Topknot                     | Bindi               | BBC Two                              | TV Movie                                                                   |
| 2017     | Bancroft                                     | Zaheera Kamara      | ITV                                  | Appears in every episode of Series 1                                       |
| 2018     | Midsomer Murders                             | Faiza Jindal        | ITV                                  | Appears in Series 20, Episode 1 "The Ghost of Causton Abbey"               |
| 2018     | Bodyguard                                    | Nadiya              | BBC One                              | Appears in Episodes 1, 4 and 6.                                            |
| 2018     | Dark Heart                                   | DC Josie Chancellor | ITV                                  | Appears in Episodes 2-6. Regular Role.                                     |
| 2018     | Process                                      | Anaya               |                                      | Short Film                                                                 |
| 2018     | Legends of Tomorrow                          | Charlie             | The CW                               | One Episode: "Dancing Queen"                                               |